# Königlich Bayerische Luftschifferabteilung

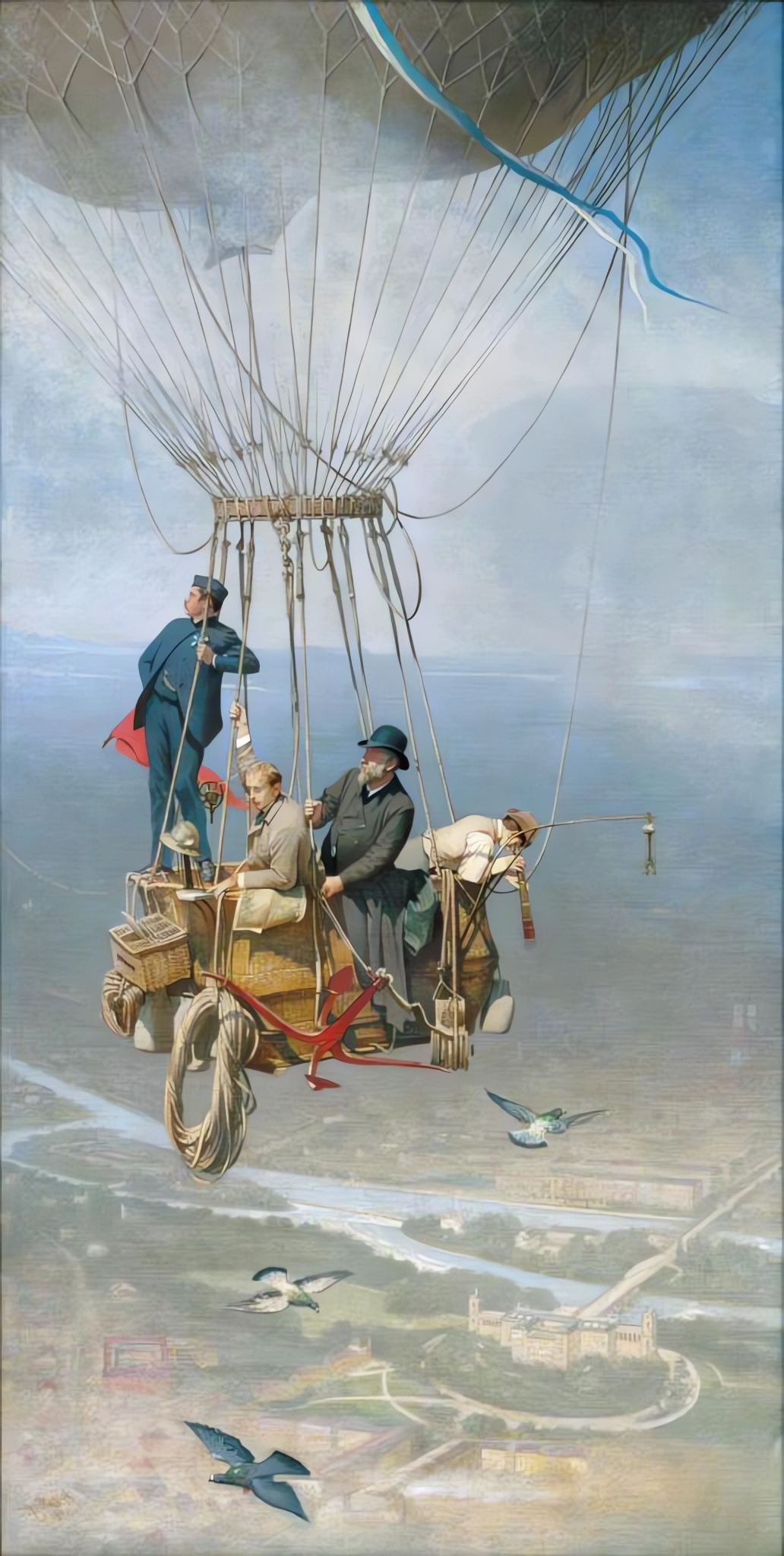
Gemälde von Theodor Pixis: „Tausend Meter über München“, 1890. Ganz links ist Karl von Brug dargestellt.

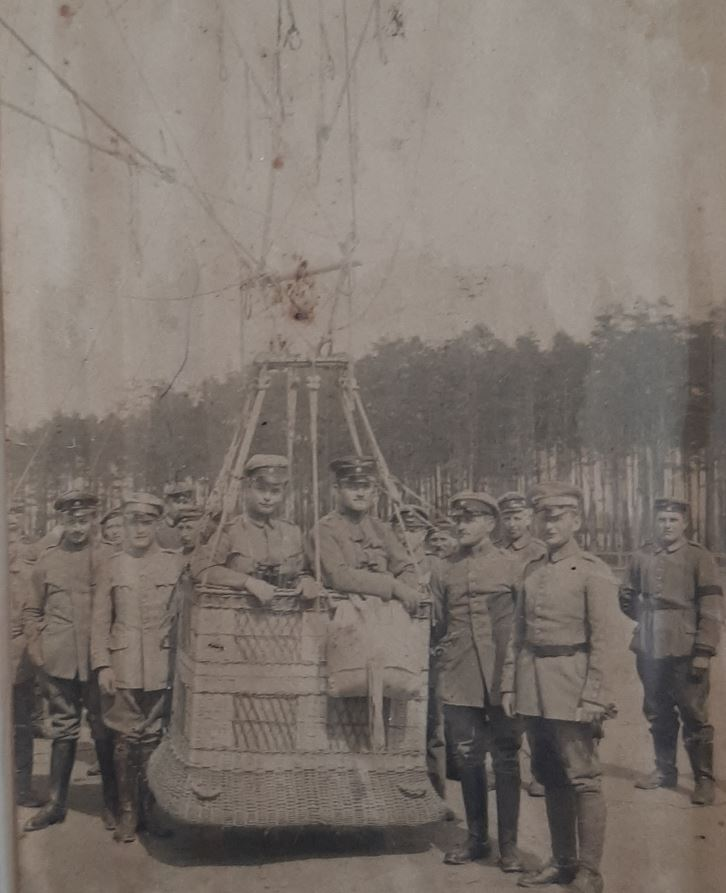
Ausbildung zum Luftschiffführer bei der Fliegerersatzabteilung 1 Oberschleissheim (1917)

Die (Königlich) Bayerische Luftschifferabteilung bestand von 1890 bis 1920 und bildete mit der Königlich Bayerischen Fliegertruppe die Luftstreitkräfte des Königreichs Bayern. Im Ersten Weltkrieg wurde die Truppe als Teil der deutschen Luftstreitkräfte eingesetzt und danach nach Vorgaben des Friedensvertrags von Versailles aufgelöst.

## Geschichte
Ballone waren als militärisches Element bereits seit den Koalitionskriegen 1792–1815 bekannt. Im Deutsch-Französischen Krieg 1870–1871 wurde die erfolgreiche Aufrechterhaltung einer Nachrichtenverbindung des belagerten Paris zur Außenwelt mittels Ballonen Ursache der allgemeinen Aufstellung von Ballontruppen. In Preußen geschah dies am 9. Mai 1884. Die Entstehung der Bayerischen Luftschifferabteilung am 26. Februar 1890 geht auf einen Erlass von Prinzregent Luitpold zurück:
„Seine Königliche Hoheit Prinz Luitpold, des Königreichs Bayern Verweser, haben durch Allerhöchste Entschließung vom 26. Februar 1890 die Errichtung einer Luftschiffer-Lehrabteilung in München Allergnädigst zu genehmigen und das Kriegsministerium zu ermächtigen geruht, die weiteren desfallsigen Erhebungen und Anordnungen zu treffen“
1890 stiegen in München-Oberwiesenfeld die ersten Ballons der Luftschiffer-Lehrabteilung auf, die von Karl (von) Brug (1855–1923) geleitet wurde. Mit Unterstützung des preußischen Heeres erfolgte ein rascher Aufbau der Abteilung und 1895 die Umbenennung in Bayerische Luftschifferabteilung. Leiter der Abteilung war Hauptmann Freiherr v. Guttenberg.
1898 war über dem Übungsgelände ein neuer Ballontyp zu sehen, der Parseval-Sigsfeld-Drachenballon. 1909 landeten in Oberwiesenfeld die ersten lenkbaren Luftschiffe (Zeppelin Z I und Parseval P III). Anders als beim Preußischen Heer und bei der kaiserlichen Marine, fanden lenkbare Luftschiffe aber vorerst keine Verwendung beim bayerischen Militär. Im Januar 1912 wurde von General von Brug in München-Oberwiesenfeld dagegen das erste bayerische Fliegerkorps-Kommando gebildet. Die Luftschifferabteilung blieb aber weiterhin bestehen und erhielt bei dem am 1. Oktober 1912 eingerichteten Luft- und Kraftfahrbataillon den Status einer Compagnie.
Vor Beginn des Ersten Weltkriegs entstanden in Germersheim die bayerischen Feldluftschifferabteilungen (FLA) 1 und 2; diese bildeten bei Kriegsbeginn zusammen mit acht preußischen Abteilungen die deutsche Feldluftschiffertruppe. Der Einsatz der bayerischen Feldluftschifferabteilungen konzentrierte sich auf die Westfront. 1917 wurde der bislang eingesetzte Drachenballon durch den sogenannten AE-Ballon (einem von dem französischen Hauptmann Albert Caquot entwickelten und von den Alliierten erbeuteten Ballon) abgelöst.
Im Sommer 1918 war die Luftschiffertruppe (inklusive der bayerischen Einheiten) auf 56 Abteilungsstäbe und 186 Ballonzüge angewachsen. Nach dem Waffenstillstand am 11. November 1918 begann die Rückführung der bayerischen Luftschiffer in die Heimat und am 16. Juni 1919 die Überführung in die Feldluftschifferabteilung 21 der Reichswehr. Kurz darauf wurde die Luftschiffertruppe nach Vorgaben des Friedensvertrags von Versailles vollständig aufgelöst.